# واپیچش خمره‌ای
واپیچش خمره‌ای یا اعوجاج خمره‌ای (به انگلیسی: barrel distortion) نقصی اپتیکی در عدسی، به‌نحوی‌که بزرگ‌نمایی در نزدیکی محور نوری عدسی اندکی بیشتر از بزرگ‌نمایی در لبه‌های آن است.
اعوجاج از تأثیر لنز پدیدار می‌شود و تصاویر را به صورت کروی یا غیر مسطح در می‌آورد. (اعوجاج خمره‌ای) بیشتر با لنزهای واید انگل (زاویه باز) نمود پیدا می‌کند یا در هنگامی ظاهر می‌گردد که با یک لنز زوم تا انتهای صحنه را واید (باز) بگیرید. با استفاده از مبدل‌ها (Convertors) این اثر تقویت می شود. نمود این عارضه بیشتر در تصاویری با خطوط مستقیم مشاهده می‌ شود. خصوصاً این خطوط به لبه‌های کادر تصویر نزدیک باشند. به اثر وارونه این حالت اعوجاج جاسوزنی (Pincushion Distorition) می‌گویند.[۱]

## اعوجاج جاسوزنی
این حالت از تأثیر لنز پدیدار می‌شود و تصاویر را به صورت کروی یا غیر مسطح در می‌آورد. (اعوجاج خمره‌ای) بیشتر با لنزهای واید انگل (زاویه باز) نمود پیدا می‌کند یا در هنگامی ظاهر می‌گردد که با یک لنز زوم تا انتهای صحنه را واید (باز) بگیرید. با استفاده از مبدل‌ها (Convertors) این اثر تقویت می‌گردد. نمود این عارضه بیشتر در تصاویری با خطوط مستقیم مشاهده می‌گردد. خصوصاً این خطوط به لبه‌های کادر تصویر نزدیک باشند. به اثر وارونه این حالت اعوجاج جاسوزنی (Pincushion Distorition) می‌گویند.